# Poecilippe stictica
Poecilippe stictica là một loài bọ cánh cứng trong họ Cerambycidae.